# Whip en chef du Parti travailliste
Le Whip en chef du Parti Travailliste (anglais : Chief Whip of the Labour Party) est responsable de l'administration du système Whip du parti, qui veille à ce que les membres assistent et votent au parlement lorsque la direction du parti requiert un vote à la majorité. Deux Whips sont nommés dans le parti, un pour la Chambre des Communes et un autre pour la Chambre des Lords aident également à organiser la contribution de leur parti aux travaux parlementaires. À certaines occasions, la direction du parti peut autoriser les parlementaires à voter librement en se basant sur leur conscience personnelle plutôt que sur la politique de leur parti, pour laquelle le whip en chef n'est pas tenu de diriger les votes.
Voici une liste des personnes qui ont occupé le poste de whip en chef du parti travailliste au Parlement du Royaume-Uni.

## Chambre des Communes
| Année | Nom                  | Circonscription                       |
| ----- | -------------------- | ------------------------------------- |
| 1906  | David Shackleton     | Clitheroe                             |
| 1906  | Arthur Henderson     | Barnard Castle                        |
| 1907  | George Roberts       | Norwich                               |
| 1914  | Arthur Henderson     | Barnard Castle                        |
| 1914  | Frank Goldstone      | Sunderland                            |
| 1916  | George Roberts       | Norwich                               |
| 1919  | William Tyson Wilson | Westhoughton                          |
| 1920  | Arthur Henderson     | Widnes                                |
| 1924  | Benjamin Spoor       | Bishop Auckland                       |
| 1925  | Arthur Henderson     | Burnley                               |
| 1927  | Thomas Kennedy       | Kirkcaldy Burghs                      |
| 1931  | Charles Edwards      | Bedwellty                             |
| 1942  | William Whiteley     | Blaydon                               |
| 1955  | Herbert Bowden       | Leicester South West                  |
| 1964  | Edward Short         | Newcastle upon Tyne Central           |
| 1966  | John Silkin          | Deptford                              |
| 1969  | Robert Mellish       | Bermondsey                            |
| 1976  | Michael Cocks        | Bristol South                         |
| 1985  | Derek Foster         | Bishop Auckland                       |
| 1995  | Donald Dewar         | Glasgow Garscadden                    |
| 1997  | Nick Brown           | Newcastle upon Tyne East and Wallsend |
| 1998  | Ann Taylor           | Dewsbury                              |
| 2001  | Hilary Armstrong     | Durham North West                     |
| 2006  | Jacqui Smith         | Redditch                              |
| 2007  | Geoff Hoon           | Ashfield                              |
| 2008  | Nick Brown           | Newcastle upon Tyne East              |
| 2010  | Rosie Winterton      | Doncaster Central                     |
| 2016  | Nick Brown           | Newcastle upon Tyne East              |
| 2021  | Alan Campbell        | Tynemouth                             |

## Chambre des Lords
| Année     | Nom                               |
| --------- | --------------------------------- |
| Fév. 1924 | Lord Muir-Mackenzie               |
| Fév. 1924 | Comte De La Warr                  |
| 1930      | Lord Marley                       |
| 1937      | Lord Strabolgi                    |
| 1941      | Comte de Listowel                 |
| 1944      | Lord Southwood                    |
| 1945      | Lord Ammon                        |
| 1949      | 1er Lord Shepherd                 |
| 1954      | Comte de Lucan                    |
| 1964      | 2e Lord Shepherd                  |
| 1967      | Lord Beswick                      |
| 1973      | Baronne Llewelyn-Davies de Hastoe |
| 1982      | Baron Ponsonby de Shulbrede       |
| 1990      | Baron Graham d'Edmonton           |
| 1997      | Baron Carter                      |
| 2002      | Baron Grocott                     |
| 2008      | Baronne Royall de Blaisdon        |
| 2008      | Baron Bassam de Brighton          |
| 2018      | Baron McAvoy                      |
| 2021      | Baron Kennedy de Southwark        |

## Sources
- Chris Cook and Brendan Keith, British Historical Facts 1830-1900, Macmillan, 1975
- David Butler and Gareth Butler, Twentieth-Century British Historical Facts 1900-2000, Macmillan, 2000